# يوزو تامورا
يوزو تامورا (باليابانية: 田村 雄三) (مواليد 7 ديسمبر 1982)، هو لاعب كرة قدم ياباني سابق كان يلعب كلاعب وسط.

## وصلات خارجية
- يوزو تامورا على موقع رابطة كرة القدم اليابانية للمحترفين (اليابانية)
- يوزو تامورا على موقع قاعدة بيانات كرة القدم.إي يو (الإنجليزية)
- يوزو تامورا على موقع Soccerway.com (الإنجليزية)
- يوزو تامورا على موقع عالم كرة القدم.نت (الإنجليزية)